# Kinixys natalensis
La tortuga de Natal (Kinixys natalensis) es una especie de tortuga de la familia Testudinidae endémica del sur de África. Se distribuye por Mozambique, Sudáfrica y Suazilandia.